# Арбатская (станция метро, Филёвская линия)
«Арба́тская» — станция Филёвской линии Московского метрополитена. Расположена на линии между станциями «Александровский сад» и «Смоленская».
Была открыта 15 мая 1935 года в составе участка первой очереди.
Первоначальное проектное название «Арбатская площадь».
Названа по улице Арбат, как и одноимённая станция Арбатско-Покровской линии.

## История
Станция была возведена на месте храма Тихона, епископа Амафунтского, построенного в 1689 году. Открыта 15 мая 1935 года в составе первого участка Московского метрополитена из 13 станций — «Сокольники» — «Парк культуры» с ответвлением «Охотный Ряд» — «Смоленская».

## Вестибюли и пересадки
На станции один (восточный) вестибюль, к которому ведёт лестница с платформы, через мостик над путями. Аналогичный мостик имеется в другом торце станции, к нему также ведёт лестница с платформы. Однако там выхода в город нет, лестница упирается в закрытую дверь, за которой находятся служебные помещения станции. Планы строительства второго выхода к улице Арбат существовали с момента постройки станции; при строительстве в 2000—2004 году бизнес-центра «Альфа Арбат» был заложен подземный вестибюль, соединённый с лестницей на платформе — предполагалось, что для нового выхода будет сооружено подземное пространство напротив ресторана «Прага», под площадью Арбатские Ворота.
Существующий вестибюль возведён в 1935 году по проекту архитектора Метростроя Л. С. Теплицкого в непосредственной близости с кинотеатром «Художественный» и перед входом в Арбатский рынок, тянувшийся от Арбатской площади до Крестовоздвиженского переулка. Рынок, построенный всего за три года до этого, в связи с сооружением вестибюля укоротили на одну секцию. Вестибюль решён в форме пятиконечной звезды с ярусным завершением — такая композиция была связана с уже принятым к тому времени конкурсным проектом архитектора Л. В. Руднева, согласно которому вся площадь должна была приобрести в плане форму гигантского пятиугольника.
| - Наземный вестибюль. 1930-е годы. - Наземный вестибюль. 4 апреля 2010 года. - Наземный вестибюль. 2016 год. |

## Наземный общественный транспорт
На этой станции можно пересесть на следующие маршруты городского пассажирского транспорта:
- Автобусы: м2, м5, м7, н2

## Станция в цифрах
Одна из самых безлюдных станций в московском метро: пассажиропоток 12 100 человек в сутки (основная масса пассажиров пользуется другой «Арбатской», где имеется пересадка на другие линии). Глубина заложения — 8 метров Пикет ПК7+55.
- Таблица времени прохождения первого поезда через станцию[9]:

| По чётным числам                        | Будние дни | Выходные дни |
| По нечётным числам                      | Будние дни | Выходные дни |
| В сторону станции «Александровский сад» | 05:41:00   | 05:41:00     |
| В сторону станции «Александровский сад» | 05:46:00   | 05:47:00     |
| В сторону станции «Смоленская»          | 05:46:00   | 05:46:00     |
| В сторону станции «Смоленская»          | 05:54:00   | 05:54:00     |

## Техническая характеристика
Конструкция станции — колонная мелкого заложения. Сооружена с использованием типового проекта (похожие станции — «Сокольники», «Парк Культуры», «Смоленская»).

## Оформление
Колонны отделаны жёлто-розовым мраморовидным известняком Биюк-Янкойского месторождения. Пол выложен красной метлахской плиткой. Облицовка путевых стен — глазурованная керамическая плитка кремового цвета.
Наземный вестибюль имеет в плане форму пятиконечной звезды. Вестибюль стал одним из первых символов Московского метрополитена. Также он является одним из немногих вестибюлей, на которых сохранилась надпись «МЕТРО». На крыше вестибюля сначала хотели установить скульптуру «Метростроевец и красноармеец», но от этой идеи отказались и установили там шпиль со звездой и красные флаги. Архитектор станции — Л. С. Теплицкий.
| - Неиспользуемые билетные кассы (2009 год). - Платформа. 28 июля 2009 года. - Путевая стена. |

## Буфет
На платформе станции 28 декабря 2016 года вновь открылся отреставрированный буфет № 11, обслуживаемый столовой № 9 Отдела рабочего снабжения Московского метрополитена. Большинство буфетов и столовых Отдела рабочего снабжения обслуживает только работников метро, но есть три исключения: помимо «Арбатской» (Филёвской линии), открыта пассажирам столовая на закрытой «Калужской» и ещё один буфет на «Войковской» (последний вагон из центра, у турникетов). Буфеты являются полноценными столовыми за исключением объёма помещения.
|  |

Ранее был открыт буфет на станции «Киевской» (Арбатско-Покровская линия), со стороны первого вагона в сторону «Смоленской», после продления до «Строгино» помещение занято линейным пунктом, а буфет закрыт. Тем не менее, появление буфета на «Арбатской» связано именно с наличием линейного пункта на станции и более длительным перерывом во время оборота бригадами по сравнению с другими линиями (но на другой конечной в обычных условиях оборачивает сам машинист).

## Массовая гибель людей 23 июля 1941 года
Через месяц после начала Великой Отечественной войны самолёты германских Люфтваффе совершили первые воздушные налёты на центр Москвы. Во время дневного налёта, 23 июля 1941 года, когда ещё не был подан сигнал воздушной тревоги и бомбардировка стала полной неожиданностью для прохожих, произошла трагедия. После разрыва немецкой авиабомбы недалеко от наземного вестибюля станции «Арбатская» множество людей бросились спасаться в метро. В дверях и на ступенях лестниц произошла массовая давка, с затаптыванием упавших движущейся толпой. В результате этого, по архивным данным, погибло 46 человек.
…Днём, в 16-17 час., 23 июля в районе ст. Арбат была сброшена фугасная бомба. ВТ ещё не было. Население в панике бросилось к станции, где вследствие паники при падении на лестнице было задавлено 46 человек со смертельным исходом.
<…>
Начальник службы МПВО Соловьёв.

## Станция «Арбатская» в культуре
- В фильме «Обитель зла: Возмездие» фигурируют две вымышленных станции «Арбатская». Дизайн интерьера первой станции с прямыми колоннами похож на станцию «Арбатская» на Филёвской линии, а пересадочный указатель соответствует станции «Арбатская» на Арбатско-Покровской линии. Наземный вестибюль второй станции похож на вестибюль станции на Филёвской линии, а интерьер соответствует станции на Арбатско-Покровской линии.

## Особенности проекта станции
Основная часть Филёвской линии (наземный участок от «Киевской» до «Кунцевской» и вилочное ответвление от «Киевской» до «Москва-Сити») построена с расчётом на 6-вагонные составы, однако Сокольническая линия (после открытия до 1950-х годов называвшаяся «Кировским диаметром»), в состав первой очереди которой входила станция «Арбатская», изначально построена с расчётом на 8 вагонов, ввиду чего «Арбатская» способна принимать максимальное по Московскому метрополитену их количество, помимо «основного».